# Idaea sericea
Idaea sericea är en fjärilsart som beskrevs av Paul Dognin 1914. Idaea sericea ingår i släktet Idaea och familjen mätare. Inga underarter finns listade i Catalogue of Life.